# Vossloh G6
Le Vossloh G6 è una locomotiva di manovra diesel-idraulica. Secondo gli standard UIC, è la prima locomotiva del programma di quinta generazione di Vossloh. La G6 è il successore della MaK/Vossloh G765, una locomotiva MaK di terza generazione ancora in commercio negli anni 2000.
A Innotrans, nel 2012, è stata presentata una versione munita di motore diesel da 350 kW e con trasmissione elettrica, con varianti aggiuntive proposte, tra cui la versione monomotore, ibrida e alimentata a batteria.

## Storia
La prima locomotiva della classe venne presentata in occasione della manifestazione InnoTrans, nel 2008. La compagnia Verkehrsbetriebe Peine-Salzgitter (VPS) fu la prima a ordinare questa tipologia di locomotiva, acquistandone 18 esemplari nell'aprile 2010, con un contratto valutato a circa 25 milioni di euro; l'acquisto avvenne in ottica di un programma di sostituzione della loro flotta. La prima locomotiva per VPS venne esposta a InnoTrans 2010, insieme agli altri nuovi membri della famiglia di 5ª generazione.
Nel 2012, sempre a Innotrans, Vossloh espose una versione diesel-elettrica multimotore, il G6 ME; Il progetto utilizzava due motori per autocarri da 350 kW, conformi agli standard sulle emissioni Euro 97/68 IIIB (Euro 5) con altre specifiche principali invariate; anche lo stesso telaio, cabina, freni e comandi erano i medesimi della versione idraulica diesel. Vennero inoltre presentate altre varianti del design della trasmissione elettrica, incluse una a motore singolo (350 o 700 kW) e ibrida (350 kW con una batteria per l'accumulo di energia elettrica) e una versione non diesel G6 Akku con batteria elettrica e dispositivi di accumulo di energia elettrica.
Un secondo importante ordine per 16 locomotive G6 (e 4 DE12 e 2 DE18) venne effettuato da BASF nel dicembre 2011. All'inizio del 2014 la prima locomotiva dotata del nuovo motore MTU 12V 1600 R50 entrò in servizio presso BASF Ludwigshafen.
La certificazione per l'impiego sulla rete ferroviaria francese venne concessa nel 2014.